# Сухарная улица (Новосибирск)
Сухарная улица — улица в Заельцовском районе Новосибирска. Расположена между Первой и Второй Ельцовками. Основная часть улицы начинается от Владимировской улицы и заканчивается возле территории Заельцовского парка. Представляет из себя сложную систему примыкающих друг к другу улиц.

## Название улицы
Улица получила название от Военно-сухарного завода, благодаря этому предприятию район, в котором расположена улица, также получил аналогичное название — Сухарка.

## Сложная дорожная система
Улица представляет собой сеть многочисленных дорожных ответвлений. Она начинается на небольшой площади в месте соединения улиц Владимировской и Дуси Ковальчук. Примерно в районе обувной фабрики «КОРС» основная часть улицы разветвляется на два рукава: один из них идёт в направлении «Заельцовского парка», другой — в сторону Оби, от него ответвляется ещё одна улица, к которой примыкают более мелкие улочки. Кроме того, существуют соединяющиеся с Сухарной другие улицы с похожими названиями: Первая Сухарная Береговая, Вторая Сухарная Береговая, Первая и Вторая Сухарные улицы.

## История
Земля, на которой в настоящее время находится Сухарная улица — одно из первых заселённых мест на территории современного Новосибирска. Местность начали обживать при возникновении Александровского (Новониколаевского) поселка. Во времена заселения Первая и Вторая Ельцовки были полноводными и чистыми.
В 1903 году недалеко от Сухарной улицы появился военно-сухарный завод, построенный после ухудшения русско-японских отношений для продовольственного обеспечения Сибирского и Приамурского военных округов.
В 1916 году в районе Сухарной улицы завершается строительство мясохладобойни. Архитектор — Ф. Ф. Рамман. Позднее на месте хладобойни возник Новосибирский мясоконсервный комбинат.
В 1926 году на улице открывается родильный приют (Холодильник, корпус 1).
В 1929 году на Сухарной была открыта амбулатория (Холодильник, корпус 2).
В 2010-х годах на Сухарной появилось уличное освещение.
В сентябре 2018 года несколько расположенных на улице многоквартирных домов были подключены к ТЭЦ-5 из-за отказа Новосибирского мясоконсервного комбината обслуживать их за счёт собственной теплосети. До подключения к ТЭЦ-5 в этих домах происходили перебои в поступлении горячей воды в квартиры.

## Достопримечательности

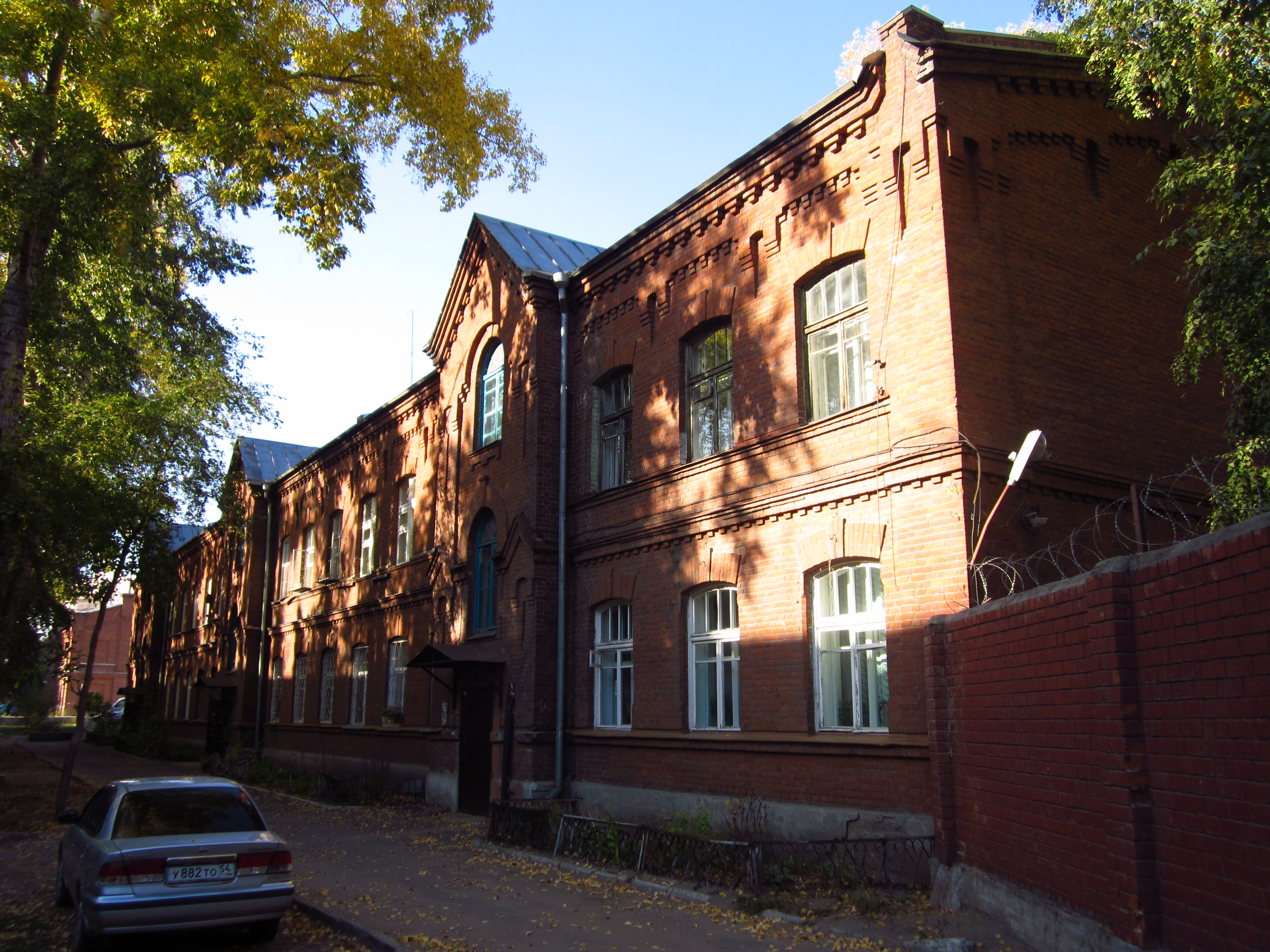
Жилой дом мясохладобойни.

### Памятники архитектуры
- Жилой дом мясохладобойни (Сухарная улица 68/1) — двухэтажное кирпичное здание, построенное в 1910-х годах в комплексе объектов мясохладобойни. Памятник архитектуры регионального значения. Расположен параллельно Сухарной улице[3].

- Больница мясохладобойни (Сухарная улица 70/1) — двухэтажное кирпичное здание, построенное в 1910-х годах как часть комплекса мясохладобойни. Находится параллельно Сухарной улице. Памятник архитектуры регионального значения. По состоянию на 2018 год в сооружении находится акушерское отделение №118[3].

### Места досуга
- Заельцовский парк — парк, расположенный в Заельцовском бору
- Детская железная дорога — узкоколейная детская железная дорога, открытая в 2005 году

## Транспорт

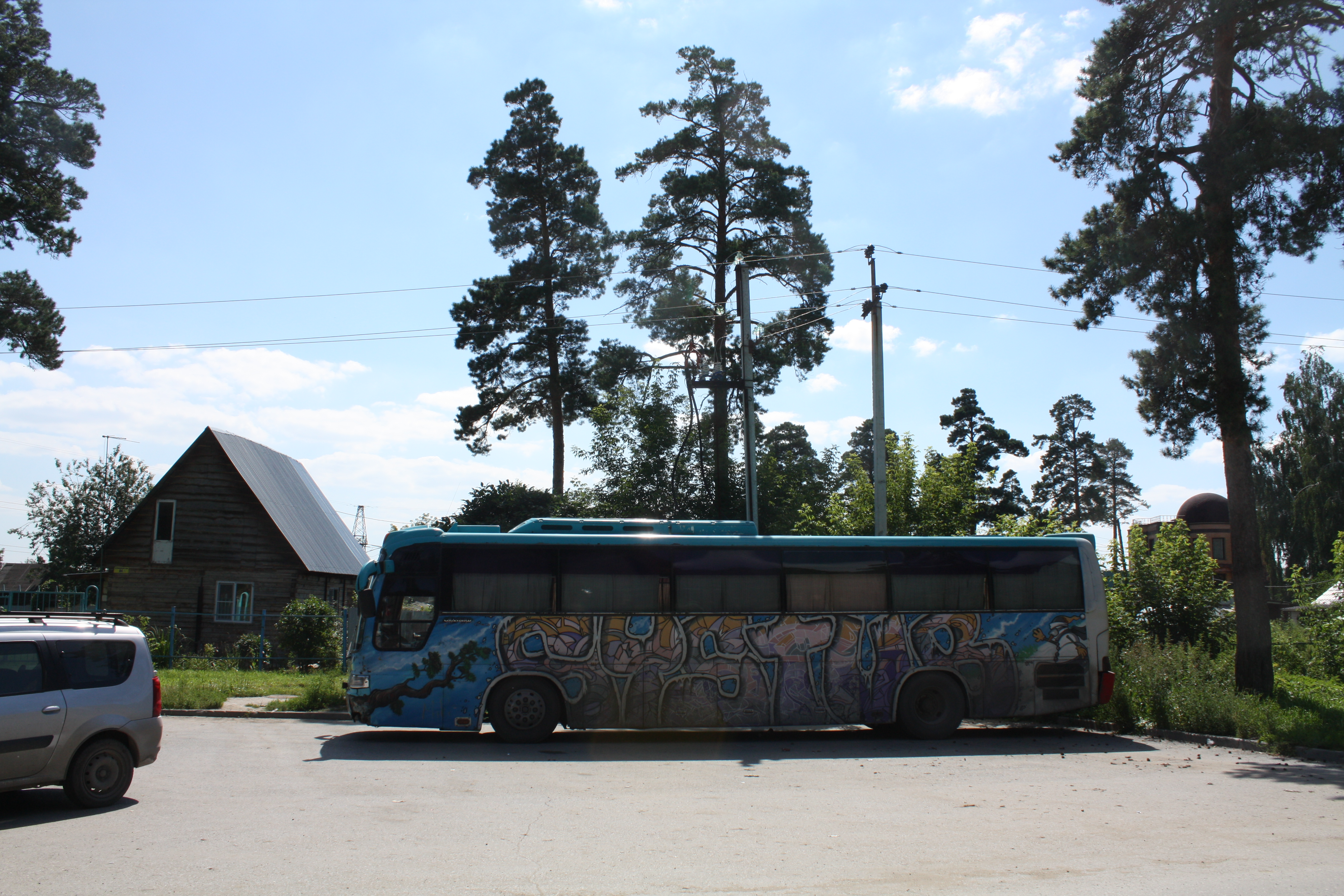
Остановка «ПКиО Заельцовский»

На основной части улицы расположены остановки наземного транспорта, обслуживаемые автобусами и маршрутными такси:
- «ДК им. Кирова»
- «Обувной комбинат Корс»
- «Сухарная»
- «Река Ельцовка»
- «ПКиО Заельцовский»

### Железнодорожный транспорт
Рядом с остановкой «ПКиО Заельцовский» находится остановка детской железной дороги «Заельцовский парк», маршрут заканчивается остановкой, расположенной в Новосибирском зоопарке.

## Преступность
30 ноября 2015 года на Сухарной улице было обнаружено расчленённое тело в полиэтиленовом мешке, также поблизости была найдена другая часть трупа. Убийцами были 33-летняя женщина, её несовершеннолетний сын и сожитель. Преступница познакомилась с мужчиной на улице и пригласила его в свою квартиру, где во время совместного употребления алкоголя произошёл конфликт между гостем и сожителем хозяйки, который стал избивать приглашённого. Также в избиении приняли участие сама хозяйка квартиры и её сын. После убийства преступники расчленили труп с помощью топора и пилы и выбросили останки в лесополосе. В декабре 2011 году в этой квартире также произошло убийство. Другой сожитель этой женщины перерезал горло гостю, после чего спрятал тело на чердаке.